# الاتحاد العام الجزائري للشباب
الاتحاد العام الجزائري للشباب ( باللغة الإنجليزية: General Algerian Union of Youth ) هو منظمة شبابية قومية تقدمية غير حكومية تهدف إلى بناء وطن عربي واحد بالشباب وللشباب، تأسست سنة 2013 حيث تم عقد المؤتمر العام الوطني الأول بتاريخ 30 مارس/آذار 2013، و تم اعتمادها لدى مصالح وزارة الداخلية والجماعات المحلية بتاريخ 06 أكتوبر/تشرين الأول 2013 تحت رقم 06/م.ع.ح.ع.ش.ق/م.ح.ج/م.ف.ج/13.
تأسس الاتحاد أساساً حسب الأسس التالية : 
- النضال الشبابي
- محاربة النزعة الفردية المادية ؛الأفكار الرجعية؛ الجهل والتخلّف
- إنشاء قوة تقدمية ؛بعث الضمير الجماعي والمواطنة

وفق معايير ومفاهيم تتماشى مع خصوصية المجتمع الجزائري، الذي يشكّل الشباب أغلبيته الساحقة.

## التأسيس
بتاريخ 15ديسمبر/كانون الأول 2012، انعقد الاجتماع الوطني بجامعة محمد بوقرة ببومرداس حضره 17 شاباً من 12 ولاية، لدارسة واقع الحركة الشبانية الجزائرية، ومن هنا تولدت عندالحاضرين ضرورة إنشاء منظمة وطنية شبانية مدنية ذات بعد تقدمي حداثي تعمل على إعداد شباب وطني متحرر من مظاهر التخلف والرجعية متمسك بمبادئ الجمهورية الجزائرية.
عرف هذا اللقاء انتخاب لجنة وطنية تحضيرية للمؤتمر التأسيسي تتكون من تسعة شباب من مختلف أرجاء الوطن يترأسها منسق وطني، حيث تعمل هذه اللجنة على التحضير الإداري للمؤتمر التأسيسي وفقاً لما ينص عليه القانون 06/12 الخاص بالجمعيات، وكذلك الإعداد الإيديولوجي لمشاريع القانون الأساسي والنظام الداخلي وبرنامج العمل واللوائح النظامية.
بتاريخ 30 مارس/آذار 2013 بباب الزوار بالجزائر العاصمة انعقدت الجمعية العامة التأسيسية للاتحاد العام الجزائري للشباب بمشاركة 30 شاباً من 27 ولاية من مختلف أنحاء الوطن، بترخيص من مصالح وزارة الداخلية، لينتخب السيد محمد نوار الربيع قبائلي رئيساً للاتحاد العام الجزائري للشباب بالإجماع.
بتاريخ 05 جوان/حزيران 2013 أودع الاتحاد ملفّه رسميا لدى وزارة الداخلية والجماعات المحلية، استلم بموجبه وصل إيداع صادر عن الأمانة العامة للوزارة.
وتم الاعتماد الرسمي للاتحاد من قبل وزارة الداخلية والجماعات المحلية بتاريخ 06 أكتوبر/تشرين الأول 2013، باستلام السيد قبائلي محمد نوار الربيع لوصل تسجيل التصريح التأسيسي لجمعية وطنية.

## البيان التأسيسي
| الاتحاد العام الجزائري للشباب | يواجه الشباب الجزائري اليوم وضعاً غير منطقي، فبالرغم من الأريحية الاقتصادية التي تعرفها البلاد، إلا أن الواقع الاجتماعي للشباب لا يعكس هذه الأريحية، وصار شبابنا الذي تلقّى تعليماً عالياً يفضل الموت غرقاً في البحر على أن يساهم في مسار التنمية الوطنية التي تعرفها البلاد منذ بداية الألفية، بالرغم من المحاولات العديدة للحكومة التي من شأنها تحسين واقع الشباب، إلا أنه مع الأسف أصبح أغلب شبابنا يعيش في جوّ من السلبية والفقر الفكري والعقائدي، وصار رمزاً للجريمة والعنف الأسري والتفكك الوحدوي للمجتمع الجزائري. هذا الواقع المرير الذي يدركه الجميع، جاء كنتيجة للتحول الذي يعيشه مجتمعنا في ظل ظهور النزعة الفردية المادية وتراجع الأخلاق الجماعية، بفعل توسع نفوذ الرجعية الهدّامة المتحالفة مع الجهل والتخلّف، والتي تعتمد أساسا على مفاهيم الجهوية الضيّقة والعشائرية والتمييز العنصري والمحسوبية، ناهيك عن الدور السلبي للعمل الحزبي الضيّق، الذي يتاجر بقضايا الشباب ويعمل على تكميم أفواههم وتخدير عقولهم. لقد جاء الاتحاد العام الجزائري للشباب ليحرّر شباب هذا الوطن العظيم ليكون قوة تقدمية حقيقية تنهض بالأمة الجزائرية إلى مصاف القوى العالمية، معتمدين في ذلك على توفيق من الله وعلى الأخذ بأسباب العلم والإيمان والتقدم، وبعث الضمير الجماعي وترسيخ مفهوم تقدّمي للمواطنة وفق معايير ومفاهيم تتماشى مع خصوصية المجتمع الجزائري، الذي يشكّل الشباب أغلبيته الساحقة. إن هذا الدور التاريخي لشبابنا في هذا الظرف الحسّاس في حياة أمّتنا المجيدة، هو مسؤولية الأفراد الذين يشكّلون الوعي المجتمعي، وليس دور الجهات الرسمية، وفق التصور السائد المبني على الاتكاليـة السلبية لدرجة أصبح فيها الشباب ومختلف شرائح المجتمع في حالة تعطّل وتخلّف، وبالرغم من أننا ندرك جيداً مشقّة المسيرة التي تقتضي منا التضحية والعمل بدون مقابل، إلا أننا مؤمنون بالخيرية في الشباب الجزائري، ومن هنا فإننا ندعو الشباب ذوي الوعي الوطني التقدّمي الأصيل، إلى الالتحاق بصفوف اتحادنا المجيد. | الاتحاد العام الجزائري للشباب |

## أهداف الاتحاد
يهدف الاتحاد العام الجزائري للشباب أساسا إلى:
- العمل على نشر الروح الوطنية في صفوف الشباب وفق مبادئ الدستور، وأهداف ثورة أول من نوفمبر 1954.
- العمل على ترقية واقع الشباب وإشراكه في الحياة الاجتماعية والاقتصادية والثقافية للبلاد في إطار مفهوم أوسع للمشاركة الشبانية في التنمية المستدامة.
- يعمل الاتحاد العام الجزائري للشباب على محاربة كل المظاهر التي من شأنها الإخلال أو الإضرار بمصلحة أو مستقبل الشباب الجزائري.
- العمل على تنمية المعرفة والعلم وتعزيز البحث العلمي في الوسط الشباني.
- تشجيع المبادرات الشبانية في المجال الفكري والعلمي من خلال تنظيم الندوات والملتقيات والأيام الدراسية.
- العمل على ربط علاقات دائمة بين شباب الوطن والعالم للتقارب والتبادل المعرفي والتكنولوجي.
- العمل على إزالة كل العوائق والعراقيل التي تثبط التحصيل العلمي والرقي الفكري، والحس المدني وروح المواطنة لدى الشباب.
- الدفاع عن تساوي الحظوظ وتكافؤ الفرص للشباب والسعي إلى محاربة السلوكيات السلبية والمنحرفة ومحاربة الآفات الاجتماعية.
- العمل على إقامة مجتمع عصري متحرر من مظاهر الرجعية الهدامة والتخلف، في إطار مفهوم تقدمي يتماشى مع خصوصية المجتمع الجزائري.
- تجسيد التقاليد الثقافية الشبابية، كحفلات تكريم الناجحين والمتخرجين، المسابقات العلمية والثقافية والمنتديات الفكرية، والأمسيات الشعرية وتشجيع المبادرات التضامنية الخيرية في إطار التكافل الاجتماعي.
- تكوين الشاب ليكون قيمة أساسية في بناء مستقبل البلاد وإعداده وفقا للمتطلبات التي تقتضيها مصلحة الوطن.
- العمل على مساعدة الشباب في الدخول إلى عالم الشغل والتصدي لظاهرة البطالة وما له من انعكاسات خطيرة على المجتمع والاقتصاد، إضافة إلى المرافقة والتعريف بكل أجهزة تشغيل الشباب وما توفره من آليات الدخول إلى عالم الشغل.
- العمل على مساهمة الشباب في العمل البيئي وحماية المحيط الإيكولوجي والمسطحات الخضراء ومكافحة مظاهر التلوث الصناعي.
- المساهمة الجادة في إرساء الاستقرار والسلم الاجتماعي كعامل أساسي في التنمية الاقتصادية والاجتماعية وتنمية الثقافة القانونية للشباب.
- على الصعيد الدولي يعمل الاتحاد العام الجزائري للشباب، على تمثيل الشباب الجزائري أحسن تمثيل في المحافل الدولية، بما ينسجم مع توجهات السياسة الخارجية الجزائرية وبما يخدم مصلحة الوطن، كما يدافع الاتحاد عن قضايا التحرر وتصفية الاستعمار، وكذا ربط علاقات الصداقة والتعاون مع مختلف المنظمات غير الحكومية التي تنشد نفس الأهداف مع الاتحاد العام الجزائري للشباب.
- كما يعمل عربيا على تحقيق وحدة الأمة العربية، بعث المشروع النهضوي العربي و إحياء الفكر القومي العربي .

## مراصـد وهيئـات الاتحـاد
يساعد الاتحاد لجان دائمة مكلفة بدراسة المسائل المتعلقة بأهدافه وهي:

### الندوة الوطنية للإطارات
وهي هيئة استشارية تضم عددا من الإطارات والكفاءات، سواء كانت شابة أو من الذين تجاوزوا سن الشباب، حيث تساعد هذه اللجنة، المكتب الوطني التنفيذي على تحديد مواقفه وتوجهاته المستقبلية من القضايا الوطنية أو الدولية على ضوء قرارات المؤتمر والمجلس المركزي.

### الهيئة الوطنية لحماية البيئة والمحيط الإيكولوجي
تعمل هذه اللجنة بشكل جواري وتوعوي ذي طابع تطوعي «فلنطاريه» من أجل حماية المحيط البيئي والتنوع الإيكولوجي، وتعزيز المسطحات الخضراء وكذلك محاربة التلوث الصناعي أو أي مظهر مضر بالمحيط والبيئة والصحة عموماً.

### المركز الوطني للدراسات والأبحاث
يعمل هذا المركز على ترقية البحث العلمي وتشجيع الكفاءات الشابة في القدرة على الابتكار وتنمية المعارف الإنسانية والتكنولوجية، ويساهم في إنجاح السياسة العمومية في المجال الثقافي والفكري والعلمي.

### المرصد الوطني للطلبة الجامعيين
هو فضاء طلابي لترقية واقع الطلبة الجزائريين في المجالين البيداغوجي والاجتماعي، وهذا مع مراعاة خصوصية المحيط الجامعي.

### المرصد الوطني للطلبة التكوين المهني
هو فضاء طلابي تمثيلي يعمل على ترقية التكوين المهني للشباب وإعدادهم وفق متطلبات التنمية الوطنية.

### المرصد الوطني للفتاة
يعمل هذا المرصد على ترقية واقع الفتاة أو الشابة الجزائرية في المجتمع من خلال دمجها في الحياة الاقتصادية والسياسية للبلاد ومحاربة مظاهر العنف والتمييز ضد المرأة.

### المرصد الوطني للشباب المستثمر
هو فضاء يعمل على مساعدة الشباب للاندماج في عالم الشغل والاستثمار في المجال الاقتصادي، من خلال الآليات والقوانين التي تقرها السياسة العمومية للبلاد.

### المرصد الوطني الاقتصادي والاجتماعي
تساهم هذه اللجنة في رصد وتقييم واقع الشباب على الصعيدين الاجتماعي والاقتصادي، ومن ثم إعداد وتقديم تصورات تمكّن الاتحاد من أن يكون قوة اقتراح إيجابية.

### الهيئة العامة للشباب الجزائري في المهجر
تهدف هذه اللجنة إلى تنظيم وهيكلة الشباب الجزائري في المهجر، من أجل التعبير عن تطلعاته المشروعة، وفي نفس الوقت تعمل هذه اللجنة على الربط الدائم للجالية الوطنية بالخارج، مع مختلف القضايا الداخلية للبلاد.

## القيادة الحالية للاتحاد
يتشكل المكتب الوطني التنفيذي للاتحاد المنبثق عن أشغال الدورة العادية الأولى للمجلس المركزي من سبعة أعضاء وهم كالتالي:
1. محمد نوار الربيع قبائلي : رئيس الاتحاد
2. فؤاد صحراوي : نائب الرئيس المكلف بالإعلام والعلاقات العامة
3. علي بعيليش : الكاتب العام المساعد
4. رابح بن طالب
5. رابح صابور
6. عبد اللطيف بوزار السعيدي
7. عبد الحفيظ قزيز

## معرض الصور

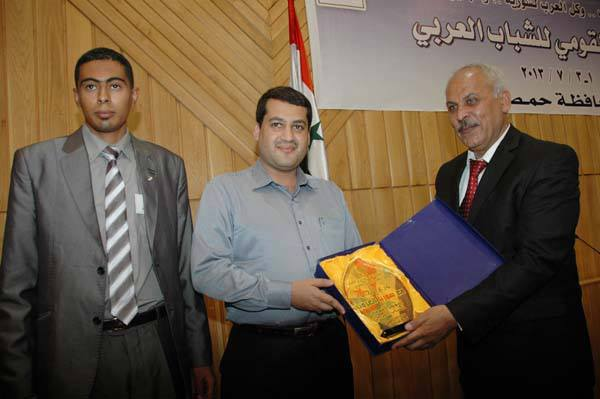
رئيس الاتحاد السيد محمد نوار الربيع قبائلي ونائبه للإعلام والعلاقات العامة فؤاد صحراوي يسلمان درع الاتحاد لمحاظ حمص السيد أحمد منير محمد - تموز 2013
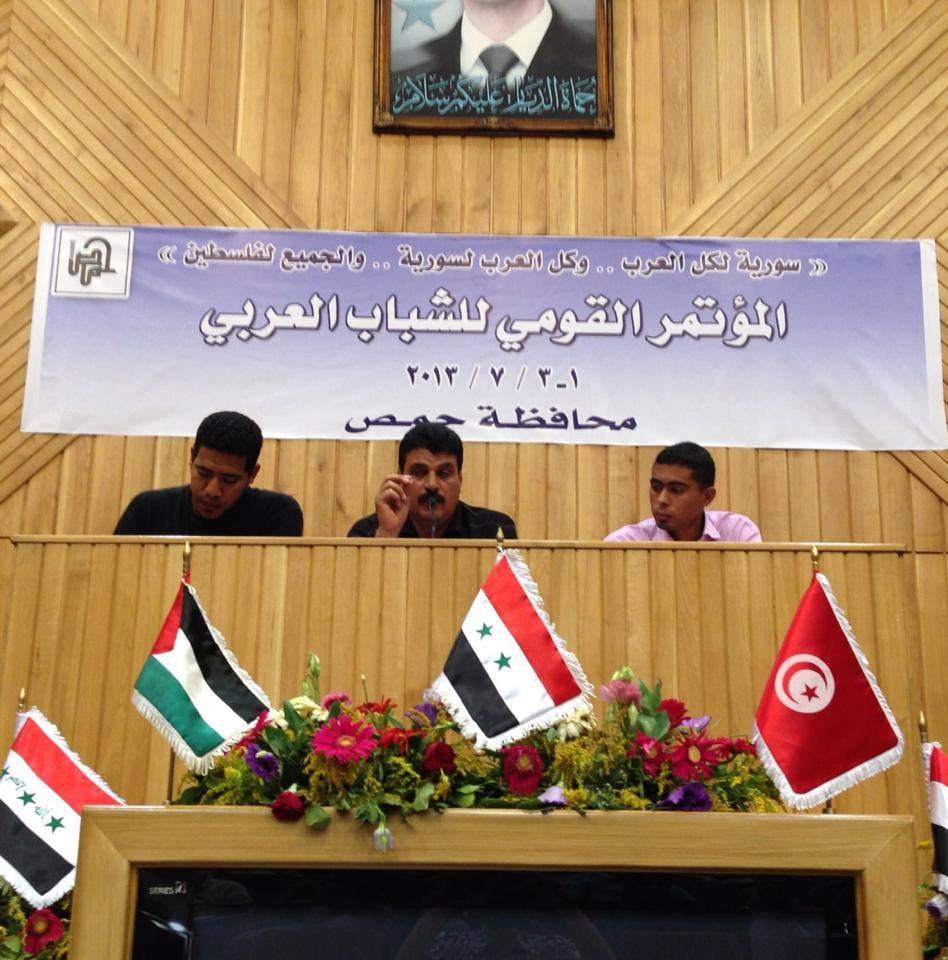
من اليمين: فؤاد صحراوي نائب رئيس الاتحاد العام الجزائري للشباب (الجزائر)، ناصر النويهي (الأردن)، أحمد مجدي المكلف بالعلاقات الخارجية في اتحاد الشباب الاشتراكي (مصر). لجنة تسيير جلسة النقاش حول قرارات المؤتمر القومي للشباب العربي - تموز 2013
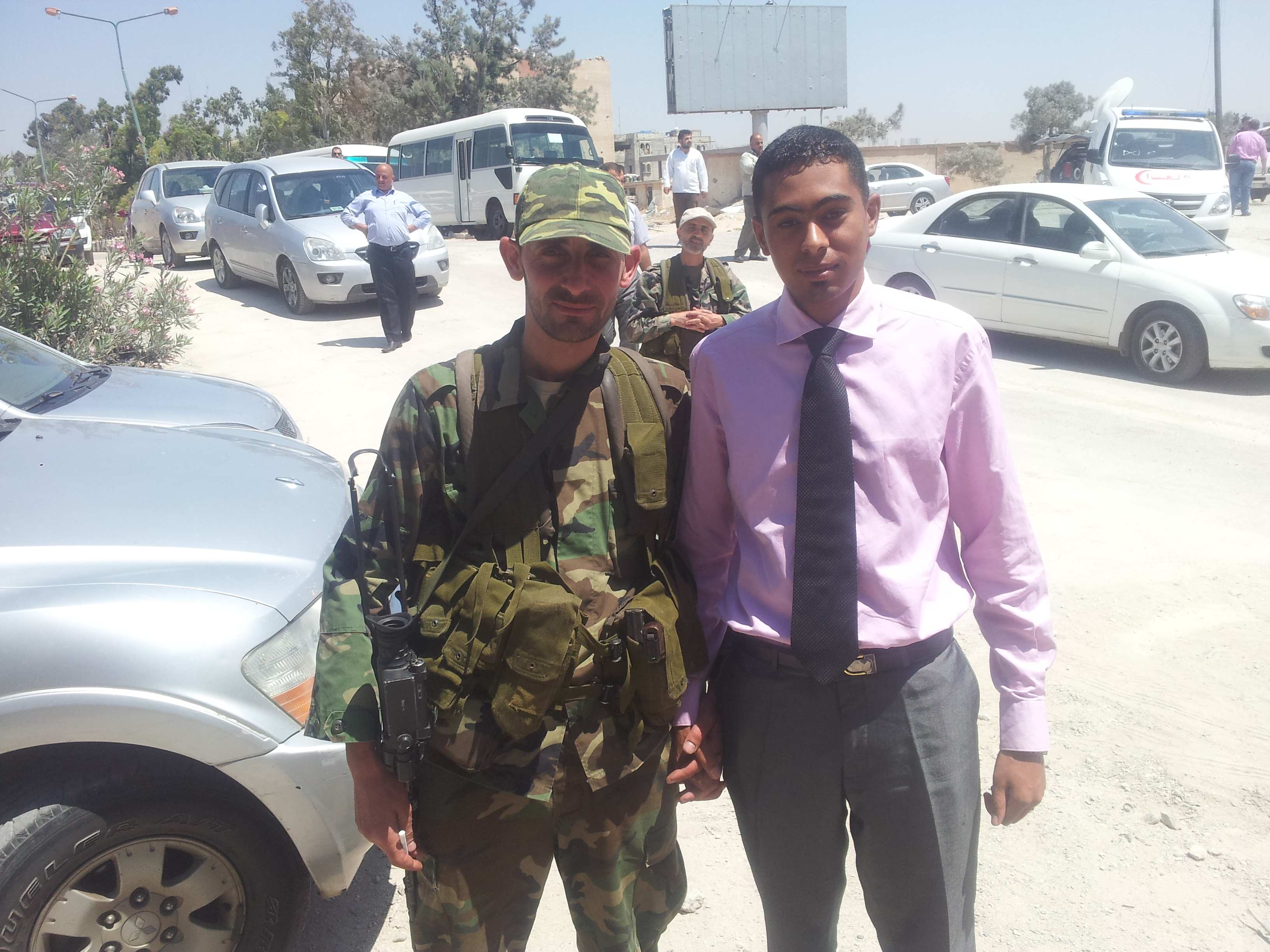
فؤاد صحراوي رفقة جندي من الجيش العربي السوري في مدينة القصير بحمص بعد تحريرها - تموز 2013
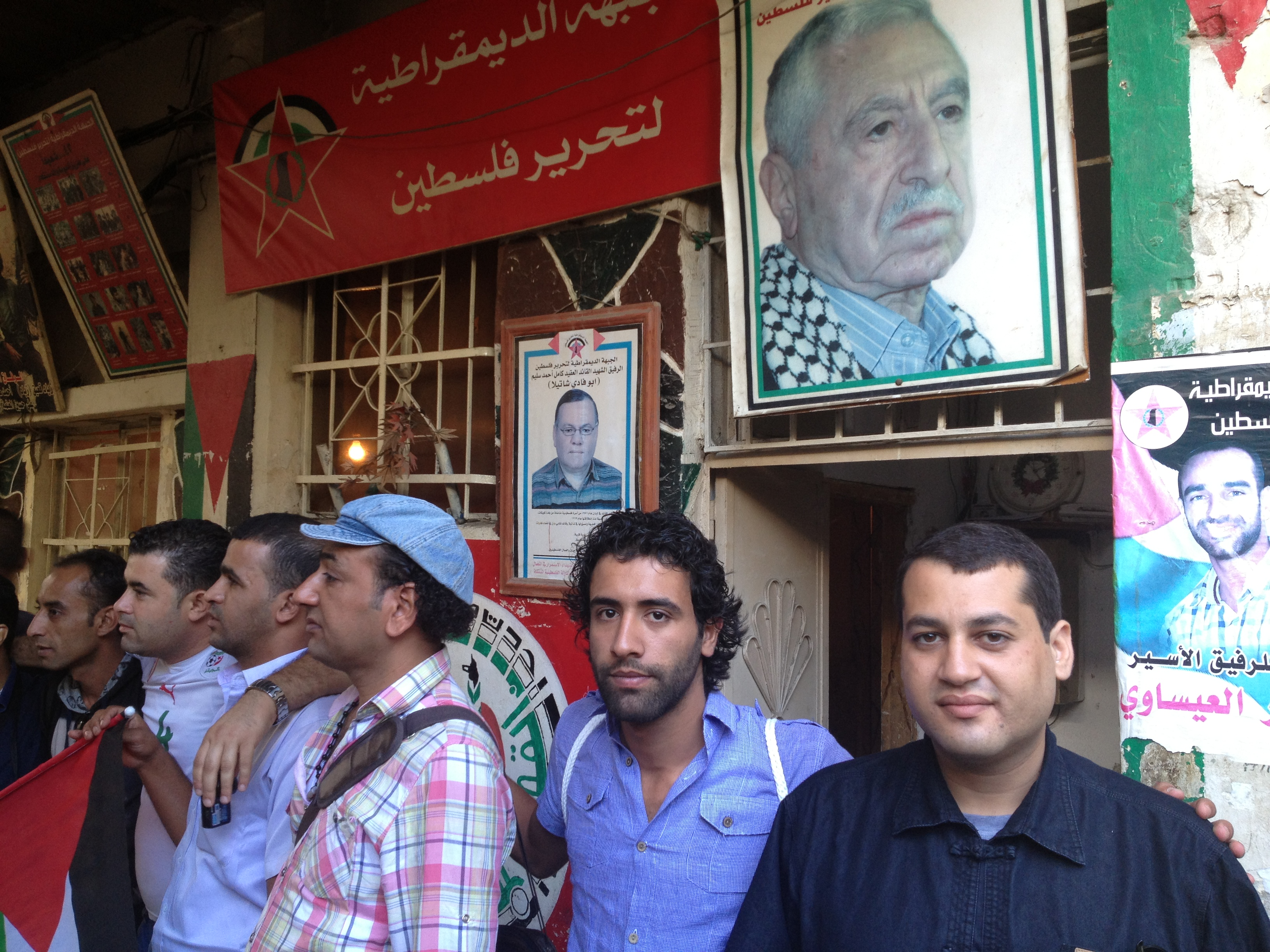
السيد محمد نوار الربيع قبائلي أمام مقر الجبهة الديمقراطية لتحرير فلسطين في بيروت - تشرين الأول 2013